# Worldloppet

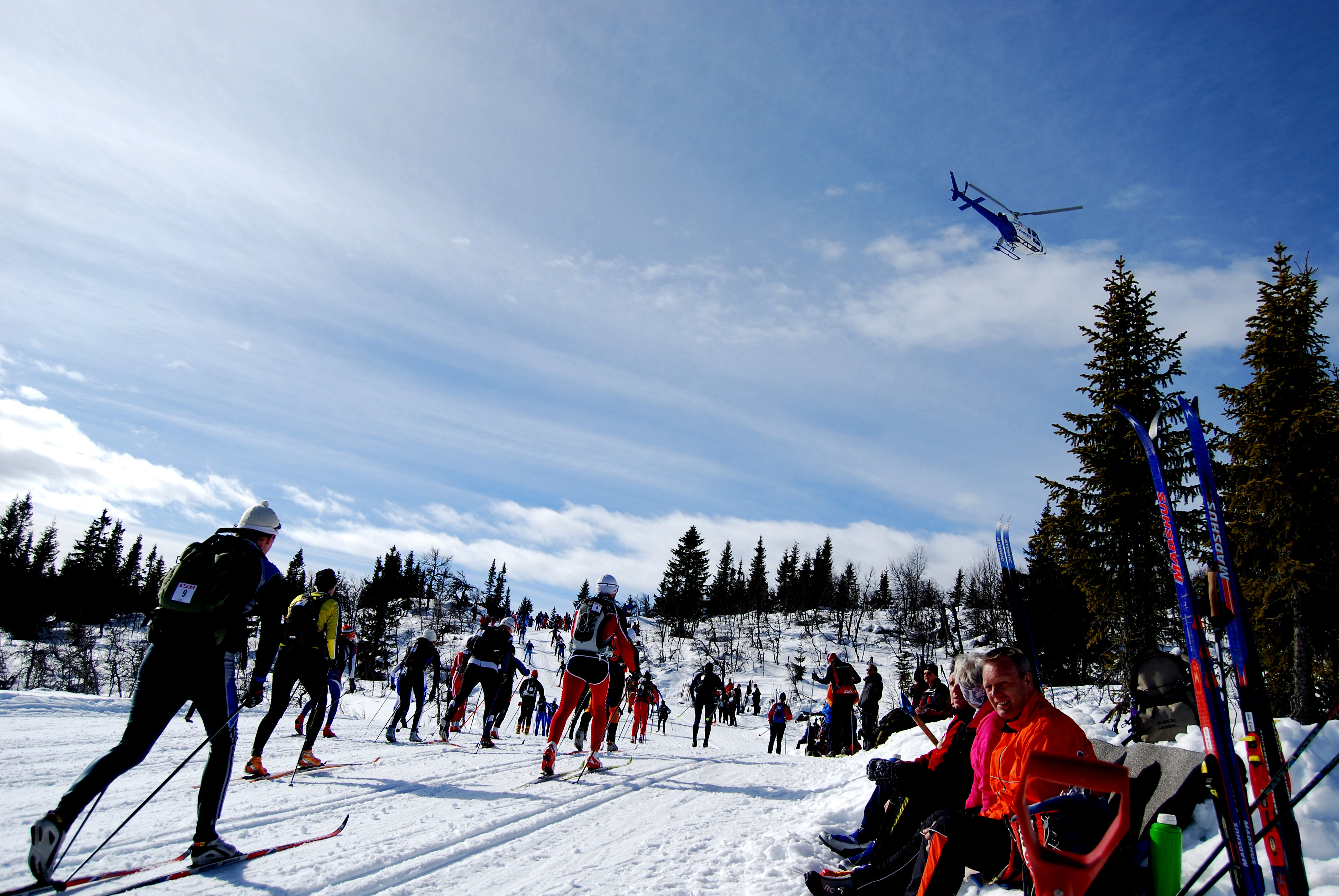
Birkebeinerrennet, 2010, отметка 30 км

Федерация Worldloppet — международная федерация лыжных марафонов, основанная в 1978 году в городе Уппсала, Швеция. На 2015 год федерация объединяет в себе 20 гонок в Европе, Америке, Азии и Океании. Целью федерации является популяризация лыжных гонок через проведение соревнований по всему миру.
Генеральный секретариат Worldloppet располагается в Италии.

## Принципы Worldloppet
- Качество. Только одна лучшая гонка в стране может стать членом Worldloppet.
- Традиции. В федерацию включаются гонки с историей, традициями, проводимые каждый год на одном и том же месте.
- Соревнования для всех. Различные дистанции, сложность и техника прохождения.
- Участие в гонке и профессионалов, и любителей.

## Марафоны Worldloppet
В федерацию может быть включен только один марафон от каждой страны. Общим правилом подразумевается, что дистанция должна быть не менее 50 км (или не менее 42 км при условии высокогорного расположения трассы), стиль — классическим или свободный. Длина дистанции основной гонки различается для разных марафонов и составляет от 42 км до 90 км в Васалоппет. Из-за бесснежной зимы или по другим причинам длина дистанции может изменяться. Например, в 2014 году дистанцию польского марафона Bieg Piastów сократили до 10 км, однако её прохождение все равно засчитывалось и попадало в зачет лыжнику.
Помимо основной (бо́льшей) дистанции, марафоны включают в себя также «короткую» дистанцию, а возможно — ещё и несколько гонок-спутников. Так, например, на Васалоппет гонки проводятся в течение целой недели на различные дистанции.

### Список марафонов Worldloppet
| Марафон                                       | Дистанция классическим стилем | Дистанция свободным стилем | Место проведения                 |
| --------------------------------------------- | ----------------------------- | -------------------------- | -------------------------------- |
| Австралия Kangaroo Hoppet                     |                               | 42 / 21 км                 | Австралийские Альпы, Австралия   |
| Чехия Jizerská Padesátka                      | 50 / 25 км                    | 30 км                      | Яблонец-над-Нисоу, Чехия         |
| Австрия Dolomitenlauf                         | 42 / 21 км                    | 60 км                      | Обертиллиах / Линц, Австрия      |
| Италия Marcialonga                            | 70 / 45 км                    |                            | Моэна — Кавалезе, Италия         |
| Германия König Ludwig Lauf                    | 50 / 23 км                    | 50 / 23 км                 | Обераммергау, Германия           |
| Франция Transjurassienne                      | 50 / 25 км                    | 76 / 54 км                 | Ле-Русс / Юра — Ду, Франция      |
| Япония Международный лыжный марафон в Саппоро |                               | 50 / 25 км                 | Саппоро, Япония                  |
| Эстония Тартуский марафон                     | 63 / 31 км                    | 63 / 31 км                 | Отепя — Элва, Эстония            |
| Канада Gatineau Loppet                        | 53 / 29 км                    | 53 / 29 км                 | Гатино, Квебек, Канада           |
| США American Birkebeiner                      | 54 / 23 км                    | 50 / 23 км                 | Висконсин, США                   |
| Финляндия Finlandia-hiihto                    | 62 / 32 км                    | 50 км                      | Лахти, Финляндия                 |
| Швеция Васалоппет                             | 90 / 45 / 30 км               |                            | Селен — Мура, Швеция             |
| Швейцария Engadin Skimarathon                 |                               | 42 / 21 / 17 км            | Перевал Малоя — Шчанф, Швейцария |
| Норвегия Birkebeinerrennet                    | 54 км                         |                            | Рена — Лиллехаммер, Норвегия     |
| Россия Дёминский лыжный марафон               | 25 км                         | 50 км                      | Рыбинск, Россия                  |
| Польша Bieg Piastów                           | 50 /26 км                     | 30 км                      | Шклярска-Поремба, Польша         |
| Исландия Fossavatn Ski Marathon               | 50 км                         |                            | Исафьордюр, Исландия             |
| Китай Vasaloppet China                        | 50 км                         |                            | Чанчунь, Китай                   |
| Новая Зеландия Merino Muster                  |                               | 42 / 21 км                 | Отаго, Новая Зеландия            |
| Аргентина Ushuaia Loppet                      | 50 км                         |                            | Ушуая, Аргентина                 |

## Рейтинги спортсменов
Worldloppet поощряет участие в бо́льшем количестве соревнований, менее акцентируясь на времени прохождения дистанции и занятом месте. Факт участия в каждом из марафонов серии Worldloppet отмечается штампами в специальном паспорте спортсмена — Worldloppet Passport. В качестве поощрения федерация присваивает участникам звания, исходя из количества завершенных гонок: при прохождении десяти разных марафонов на двух разных континентах спортсмену присваивается звание «Worldloppet Master». Если у всех десяти гонок была пройдена основная (бо́льшая) дистанция — присваивается звание Gold Master, если хотя бы одна гонка пройдена по короткой дистанции — Silver Master. Мастерам вручается диплом, а также предоставляется возможность заказать медаль за дополнительную плату. Спортсменам, кто принял участие во всех действующих на настоящий момент гонках Worldloppet по всему миру, присваивается звание Global Worldloppet Skier.
Спортсмену разрешается быть обладателем нескольких паспортов одновременно и параллельно накапливать марафоны в два или несколько «мастерских» зачета. Всего в мире выдано 16775 паспортов Worldloppet 13823 спортсменам, из которых 3018 выполнили звание «мастера», а 476 человек выполнили звание «мастера» более одного раза.
Наибольшим количеством паспортов Worldloppet обладают граждане США (1968 паспортов), а наибольшее число мастеров (457 человека) — у Германии. Российские лыжники не так давно подключились к движению Worldloppet, однако у нас самый большой прирост количества мастеров в год и сейчас Россия находится на пятом месте по количеству мастеров Worldloppet (236 человек).
В январе 2017 года 86-летний француз Hannes Larsson   финишировал в трехсотой гонке и стал тридцатикратным мастером Workdloppet. На это ему потребовалось ровно 20 лет. На текущий момент это рекордное достижение в серии Worldloppet.
Для профессиональных спортсменов Worldloppet совместно с FIS проводят кубок FIS Marathon Cup, участники которого могут бороться за рейтинг FIS.